# デュークモン
デュークモンは
1. デジタルモンスターシリーズに登場する架空の生命体・デジタルモンスターの一種。
2. テレビアニメ・『デジモンテイマーズ』に登場した主人公・松田啓人のパートナーデジモン、ギルモンの究極体。また、『DIGITAL MONSTER X-evolution』および『デジモンセイバーズ』においてはロイヤルナイツに所属するデジモンとして登場した。

## 概要
『ディーアーク』で初登場。同時期に放映されていたアニメ『デジモンテイマーズ』のギルモンの究極体としても活躍した。兜はギルモンの頭部をベースにしたデザインになっている。
名前の由来は「デューク」。ギリシア神話由来の盾（イージス）、北欧神話由来の槍（グラム）と乗騎（グラニ）、聖書由来の必殺技名（クォ・ヴァディス）を持ち、設定上では円卓の騎士に相当するロイヤルナイツに所属しているという文化的・宗教的に複雑な背景を持っている。
デジモンの映像化作品（織田優成が演じたゲーム『デジモンストーリー サイバースルゥース』を除く）においては、三作品全てにおいて野沢雅子が演じている。元々は従来のシリーズと違ったキャスティングを行っていた『デジモンセイバーズ』において過去作で同種のデジモン役で抜擢されたことがある野沢が抜擢されたことは異例であった。なお、『デジモンテイマーズ』以降の全アニメシリーズで皆勤賞である。
なお、数多くのデジモンのデザインやイラストレーションを手掛けたイラストレーターのAs'まりあはオメガモンとデュークモンを「ロイヤルナイツの両翼」と位置づけている。

## 種族としてのデュークモン
ウィルス種でありながらも聖騎士軍団ロイヤルナイツに所属する究極体のデジモン。ウィルス種の持つ破壊の力を秩序の維持へと使用する異端な存在である。ただしバランスが崩れれば、一転して世界をも揺るがす混沌の存在へと変貌する危険性を併せ持ち、鎧には危険の象徴「デジタルハザード」のマークが刻まれている。

### 基本データ
- 世代/究極体
- タイプ/聖騎士型
- 属性/ウィルス[2]
- 必殺技/ロイヤルセイバー、ファイナル・エリシオン
- 得意技/スクリューセイバー、セイバーショット
- 装備/聖槍グラム、聖盾イージス
- 所属/ロイヤルナイツ

必殺技
ロイヤルセイバー
聖槍グラムの先から繰り出す強烈なエネルギー波で敵を突き刺す。
ファイナル・エリシオン
聖盾イージスから全てを浄化する巨大なビームを発射して、邪悪な敵を神聖な光で焼き払い、汚れた魂を清らかにする。

### 騎乗タイプ
アニメ『デジモンテイマーズ』などに登場する人工デジタル生命体『ZERO-ARMS:グラニ』に搭乗したバージョン。
- 世代/究極体
- タイプ/聖騎士型
- 属性/ウィルス
- 必殺技/ドラゴンドライバー
- 通常技/ユゴス
- 装備/聖槍グラム、聖盾イージス
- 所属/ウィンドガーディアンズ

必殺技
ドラゴンドライバー
凄まじいスピードで突撃攻撃仕掛ける。

### デュークモン：クリムゾンモード
紅蓮色に輝く鎧に身を包んだ、デュークモンの隠された姿。「ZERO-ARMS:グラニ」とデュークモンの融合した姿ともされる。パワーを全開放しているため、鎧部分が熱を持ち紅蓮色に染まっている。そのため、クリムゾンモードを長時間維持することは出来ない。胸部には「デジタルハザード」を封印したデジコア（電脳核）があり、体内のパワーを全放出すると背部から5対の光輝く天使のような羽状の光エネルギー照射を確認できる。実体を持たないエネルギー状の武器、光エネルギーの神槍「グングニル」と光エネルギーの神剣「ブルトガング」を装備する。
- 世代/究極体
- タイプ/聖騎士型
- 属性/ウィルス[2]、ワクチン（カードゲーム版・Bo-1123のみ）
- 必殺技/インビンシブルソード（無敵剣）、クォ・ヴァディス
- 装備/神槍グングニル、神剣ブルトガング
- 所属/ウィルスバスターズ、メタルエンパイア

必殺技
インビンシブルソード（無敵剣）
神剣ブルトガングで敵を切り裂く。
クォ・ヴァディス
神槍グングニルを全力で投擲し、敵を電子分解し異次元の彼方に葬り去る。

### X抗体版
デュークモンがX抗体を取り込んだX-進化を遂げた姿で、レアメタルである“レッドデジゾイド”、“ブルーデジゾイド”、“ゴールドデジゾイド”、そして現状最高純度を誇るクロンデジゾイドを使用したハイブリッド装具である至高の聖鎧（せいがい）、聖槍（せいそう）、聖盾（せいじゅん）を授かるに至った。それに伴い外見はやや刺々しくなり、鎧から「デジタルハザード」のマークが消え、そして聖槍「グラム」はエネルギー状へと変化している。以前に纏っていたマントはレオモンに託したとされている。
- 世代/究極体
- タイプ/聖騎士型
- 属性/ウィルス（カードゲーム・Bx-136のみワクチン）
- 必殺技/ファイナル・エリシオン、ロイヤルセイバー、ジークセイバー
- 装備/聖槍グラム、聖盾イージス
- 所属/ロイヤルナイツ

必殺技
ジークセイバー
グラムより放たれる聖なる力で増幅、長大化して光の槍で倒す。
必殺技の「ロイヤルセイバー」は『X-evolution』に登場した際はグラムのリーチを自在に伸張させる補助的な技として使われていた。

### 亜種・関連種・その他
カオスデュークモン
ウィルスの本能に目覚めたデュークモンのもう一つの姿。
メディーバルデュークモン
別次元のデジタルワールドであるウィッチェルニーに存在するというデュークモン。
メギドラモン
上記のカオスデュークモンと同一の存在との説がある。
カオスデュークモンコア（CデュークモンC）
ゲーム『デジモンストーリー』で登場。クロノコアに侵食され、変化したカオスデュークモン。

## 登場人物としてのデュークモン

### アニメ

#### デジモンフロンティア
第17話にてアキバマーケットの武器屋の店主としてワンシーンのみ登場、泉にトーカンモンたちの足取りを聞かれるが、知らなかったようであり首を横に振った。なお、後に勢力としてロイヤルナイツが登場するが、彼は無関係である。

#### DIGITAL MONSTER X-evolution
基本的な設定・思考はクロニクルと変わらないが、主であるイグドラシルの真意を早い段階から探っている。オメガモンとは盟友であり、彼にわざと倒され一度データの海に還るも後にX-進化を果たして帰還する。ドルグレモンにイグドラシルへの道を切り開きつつ、無数のデクスドルグレモンと戦い続けた。

#### デジモンセイバーズ
ロイヤルナイツの一員。人間界の消滅を決定したイグドラシルの命令で人間界に舞い降りて大規模な破壊活動を展開した。その後同じくロイヤルナイツの一員でありながら人間側についたスレイプモン（=クダモン）と対決。スレイプモンは既に満身創痍の状態だったが、デュークモンを自分の身体ごと凍り付かせ海中へと沈み込ませた。終盤になってイグドラシルが破壊されると、神に対する盲目的な忠誠を捨て、人間界とデジタルワールドの両方を救おうとする大たちに加勢した。

### その他

#### デジモンクロニクル
ロイヤルナイツの一員。イグドラシルの指令により過去世界に舞い降り、X-進化したデジモンの駆逐を任せられていた。しかし、ある意味強い「進化論者」であり、X抗体を獲得したデジモンたちがたとえ主の意にそぐわない異分子であったとしても、試練に打ち勝ち生き延びるのならば「正当な進化の姿」として認めるつもりであった。X-進化の経緯は不明である。

#### デジモンクロスウォーズ (漫画)
直接の登場は無いが、スレイプモンと共に他のゾーンでバグラ軍の大部隊を討伐しているとドゥフトモンが語った。

### ゲーム

#### デジモンストーリー サイバースルゥース
声優は織田優成。オメガモン同様の穏健派だが、人間に全面の信頼を置いているわけではない。アラタがイーターと同化した際はその存在を危険と判断して抹消を試みるも、主人公に阻まれて失敗。後に隙を突かれて逆に捕食されてしまう。アラタが元に戻った際に一緒に解放されるが、そのダメージは深刻だったようで、最終決戦時は現実世界の防衛に就いた。